# Sugus

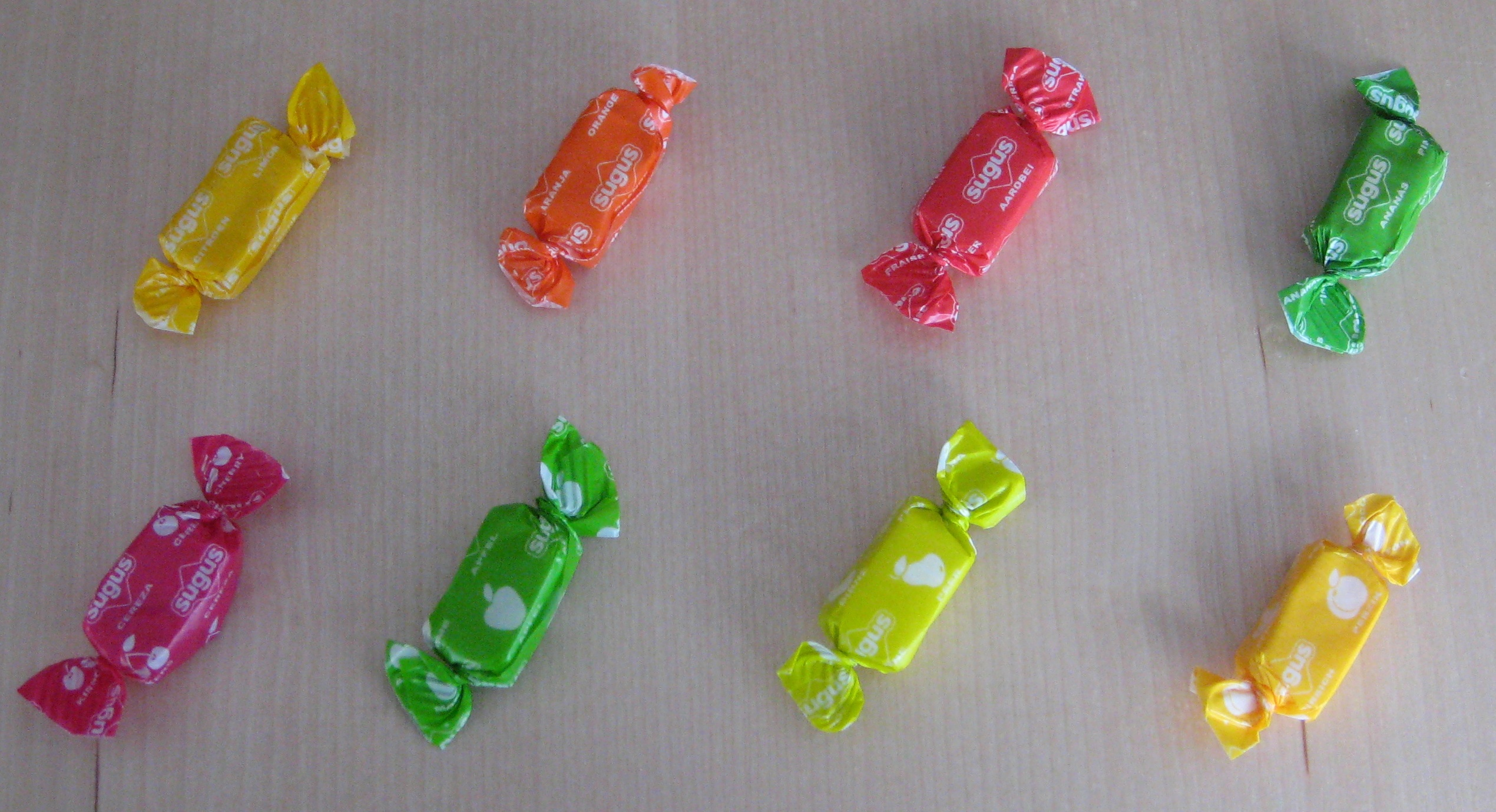
Die acht Sugus-Sorten Zitrone, Orange, Erdbeer, Ananas, Kirsche, Apfel, Birne und Pfirsich (von oben links nach unten rechts)

Sugus (vgl. mittellateinisch sugus, von lateinisch sucus „Saft“) ist der Name eines Schweizer Kaubonbons. Heute wird es in Frankreich hergestellt und die Marke gehört dem US-amerikanischen Süsswarenproduzenten Wrigley, der seit 2008 im Besitz von Mars Incorporated ist.

## Geschichte
Als 1929 Konsumgüter wie Kaffee und Kakao rar und fast unerschwinglich waren, suchte der Direktor der Neuenburger Schokoladenfabrik Suchard nach Alternativen. Fündig wurde er in Krakau, wo der polnische Ableger des Unternehmens in Lizenz ein saftiges Kaubonbon herstellte. Der Direktor erwarb die Lizenz für die Schweiz, überzeugte den Verwaltungsrat und bereits 1931 wurde das Produkt auf dem Schweizer Markt eingeführt.
Keine 15 Jahre später wurden die Bonbons bereits nach Südamerika, Afrika und Asien exportiert, seit 1960 auch mit grossem Erfolg in andere Länder Europas.

## Geschmacksrichtungen
Heute gibt es Sugus in den Geschmacksrichtungen Zitrone, Ananas, Orange und Erdbeer. Letztere löste zu Beginn der 1990er-Jahre den Geschmack Himbeer ab. Mittlerweile gibt es auch eine zuckerfreie Variante.
Neu sind seit dem 15. Oktober 2007 die Geschmacksrichtungen Apfel, Kirsche, Pfirsich und Birne – unter dem Namen «Baumfrüchte» – auf dem Markt. «Fruity Moments» ist die neueste Sugus-Variante in den tropischen Aromen Mango, Papaya, Passionsfrucht und Kokosnuss: In der Mitte befindet sich eine fruchtige Paste.

## Beliebtheit
In der Schweiz werden täglich ca. 350'000 Sugus verzehrt. Sugus gehört mittlerweile zu den erfolgreichsten Handelsmarken der Schweiz.
In Deutschland wurde Sugus in den 1970er- und 1980er-Jahren vertrieben, der Vertrieb wurde aber aus unbekannten Gründen eingestellt.

## Trivia

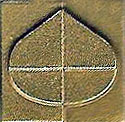
Militärsportauszeichnung der Schweizer Armee

Die bis 2003 verwendeten quadratischen Leistungsabzeichen der Schweizer Armee wurden umgangssprachlich Sugus genannt.